# Сафари-клуб
Сафари-клуб (фр. Safari Club, араб. نادي السفاري‎, перс. صفری باشگاه‎, англ. Safari Club) — международный союз разведывательных органов, созданный в 1976 году для борьбы с советским и коммунистическим проникновением в Африку. Объединял спецслужбы Франции, Марокко, Египта, Саудовской Аравии и Ирана. Взаимодействовал с разведками США и Израиля. Организовал несколько военных, финансовых и тайных дипломатических операций в контексте антикоммунистического противостояния Холодной войны.

## Создание

### Задачи организации

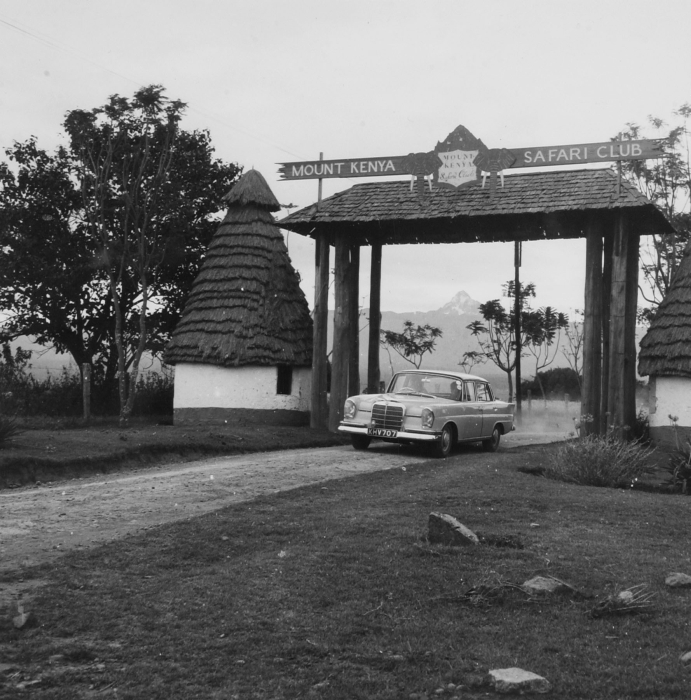
Горный курорт Сафари в Кении; место первого организационного совещания Сафари-клуба

Толчком к созданию Сафари-клуба (название происходит от кенийского курорта, где состоялось первое организационное совещание) послужили ангольские события 1975—1976 годов — захват власти просоветской марксистской партией МПЛА. Целью международного альянса разведок являлось противостояние советской экспансии и всемерная поддержка антикоммунизма в Африке. Кроме того, в уставных задачах значились экономическая деятельность (в частности, инвестиции в предприятия ЮАР) и конкретное военное взаимодействие.

Недавние события в Анголе и других частях Африки показали, что континент превращается в театр революционных войн, провоцируемых Советским Союзом с помощью контролируемых марксистских организаций.

Устав Сафари

### Структура и участники
Инициатором создания клуба стал директор французской Службы внешней документации и контрразведки Александр де Маранш. Вместе с ним пакт о создании организации подписали директор саудовской Службы общей разведки Камаль Азам, директор египетской Службы общей разведки Камаль Хасан Али, начальник марокканской разведки Ахмед Длими, шеф иранской спецслужбы САВАК Нематолла Насири.
Оперативный центр Сафари-клуба функционировал в Каире с 1 сентября 1976 года. Структура включала штаб, секретариат, отдел планирования и оперативный отдел. За финансирование Сафари-клуба отвечал саудовский миллиардер Аднан Хашогги. Финансовые операции осуществлялись через лондонский Международный кредитный и коммерческий банк (BCCI).
В целом разделение функций в Сафари-клубе выглядело следующим образом: Франция предоставляла технологии, Саудовская Аравия — финансы, Египет, Марокко и Иран — войска и оружие.
ЦРУ США формально не вошло в Сафари-клуб. Причиной тому были жёсткие законодательные ограничения и либеральная политика администрации Джимми Картера.

После Уотергейтского дела ваше разведывательное сообщество было связано Конгрессом. Не было возможности что-либо делать — посылать шпионов, писать отчёты, платить деньги. Чтобы восполнить всё это, для борьбы с коммунизмом был создан Сафари-клуб — делиться информацией и помогать друг другу в борьбе с советским влиянием в мире и особенно в Африке.

Принц Саудовской Аравии Турки ибн Фейсал Аль Сауд

Однако ЦРУ поддерживало с организацией постоянные оперативные контакты. Посредником в этих отношениях выступал Генри Киссинджер. Оперативные сотрудники ЦРУ Теодор Шекли, Томас Клайнс и Эдвин Уилсон тайно участвовали в Сафари-клубе. Постоянная оперативная связь поддерживалась с Джорджем Бушем-старшим, на момент создания Клуба — директором ЦРУ, впоследствии вице-президентом, затем президентом США.

## Основные акции

### В заирской войне

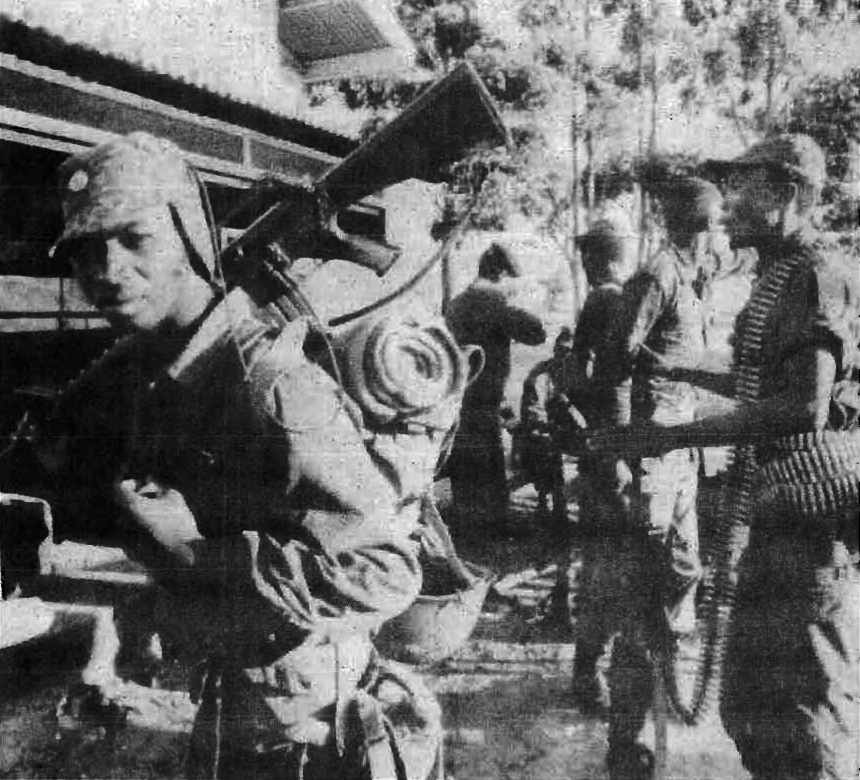
Шаба, 1977. Марокканские войска прибыли на помощь заирской армии

Первой крупной операцией Сафари-клуба была организация отпора проангольским левым мятежникам в заирской провинции Шаба весной 1977 года. Клуб оказал помощь президенту Мобуту, организовав международное участие в подавлении мятежа. Франция предоставила военно-транспортную авиацию, Египет — лётный состав, Марокко — экспедиционный корпус, решивший исход войны (марокканский член Сафари-клуба генерал Длими принимал личное участие в военной операции). Победа в Шабе позволила усилить давление на коммунистический режим Анголы, а также сохранить французский и бельгийский горнодобывающий бизнес в Заире.
Впоследствии через Сафари-клуб было организовано финансирование для ангольского антикоммунистического движения УНИТА в размере 5 млн долларов.

### В войне на Африканском Роге
Следующим военным конфликтом, в котором Сафари-клуб принял активное участие стала эфиопо-сомалийская война 1977—1978 годов. Клуб поддержал Сомали, поскольку режим Сиада Барре согласился принять военную поддержку на условиях разрыва с СССР. Саудовская Аравия оплатила поставки египетского вооружения для сомалийской армии. Иран направил в Сомали старую бронетехнику.
Война на Африканском Роге спровоцировала серьёзный конфликт между Сафари-клубом и администрацией США. Шах Ирана Мохаммед Реза Пехлеви призвал открыто выступить на стороне Сомали. Помощник президента США по национальной безопасности Збигнев Бжезинский поддержал эту позицию и предложил президенту Картеру развернуть авианосцы в знак поддержки Сомали. Однако Картер отказался, возмущаясь агрессивностью Сиада Барре.
Планы поддержки Сомали Картер принял лишь летом 1980 года. Однако реализовывать их пришлось уже следующей администрации.

### Ближневосточное посредничество

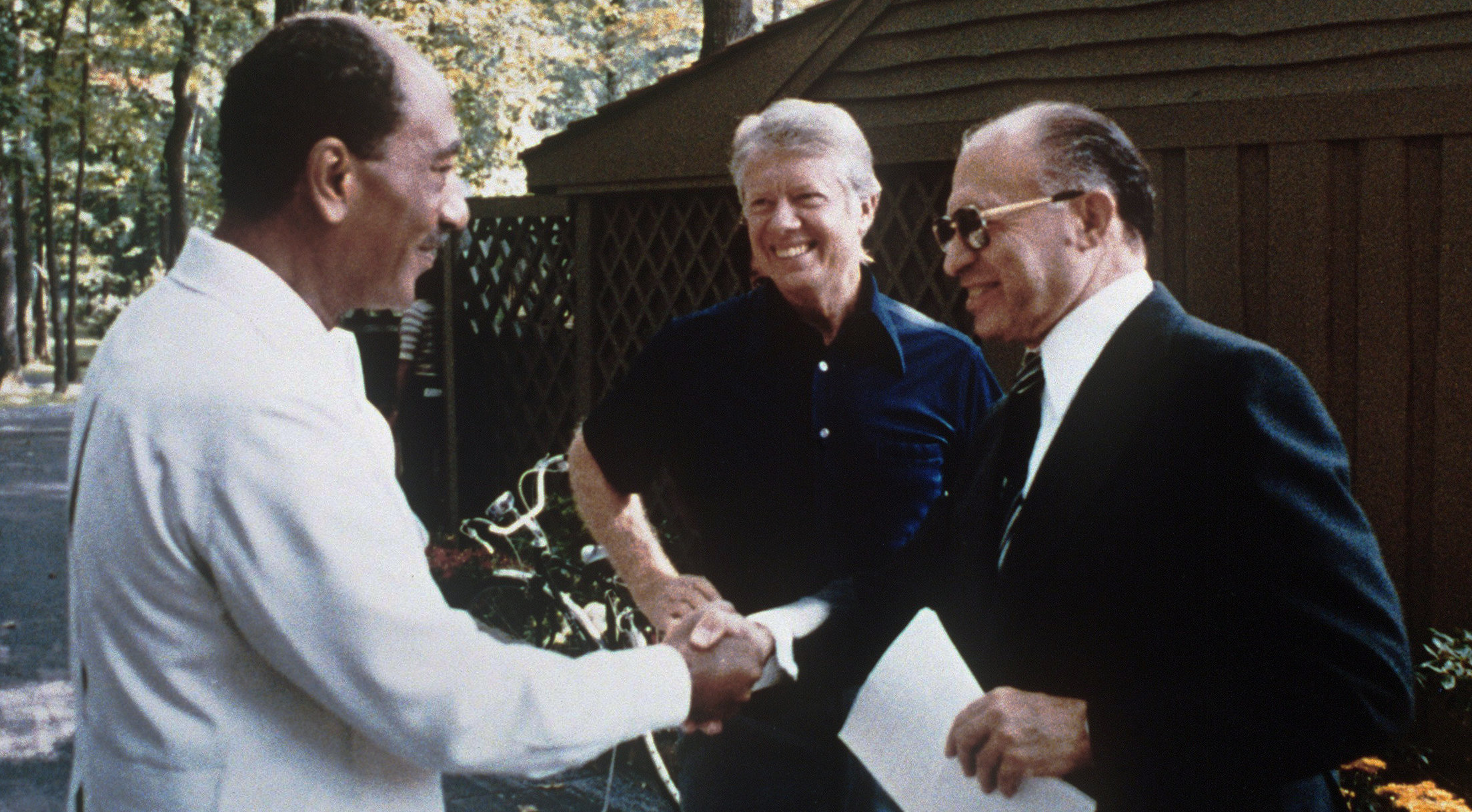
Кэмп-Дэвид, 1978. Анвар Садат, Джимми Картер, Менахем Бегин: египетско-израильские переговоры на высшем уровне при американском посредничестве

Сафари-клуб сыграл важную роль в достижении египетско-израильских договорённостей, приняв участие в организации визита президента Египта Анвара Садата в Иерусалим (1977), встречи в Кэмп-Дэвиде (1978), подписании мирного договора (1979).
Этот процесс был начат передачей через марокканскую разведку письма Ицхака Рабина, адресованного Анвару Садату (в нём содержалось предупреждение о готовящемся ливийском нападении). Далее последовали секретные переговоры в Марокко между израильскими и египетскими разведчиками. Впоследствии Теодор Шекли фактически дезавуировал заявление картеровского директора ЦРУ Стэнсфилда Тэрнера об отказе от особых отношениях между ЦРУ и Моссадом.

## Без Ирана при Рейгане
Сильный удар по Сафари-клубу нанесла Исламская революция в Иране 1979 года. Сам факт его существования был разглашён после обнародования документов, обнаруженных в архивах САВАК. Однако организация продолжала действовать после потери Ирана (и казни генерала Насири). При этом в адрес Сафари-клуба выдвигались обвинения в намеренном затягивании кризиса с американскими заложниками в Иране, дабы гарантировать поражение Картера на президентских выборах 1980.
В 1981 году, когда к власти в США пришла администрация Рональда Рейгана, отношения с США резко изменились. Оперативную систему Сафари-клуба взял под своё курирование новый директор ЦРУ Уильям Кейси. Солидный оперативный, политический и финансовый потенциал Сафари-клуба был использован в Доктрине Рейгана. Основатель Сафари-клуба Александр де Маранш в 1980-х был политическим советником Рейгана.
Координационная система Сафари-клуба использовалась для структуры Джамбори. В Африке была отлажена система снабжения армии Жонаша Савимби с плацдарма в Заире. Важнейшим направлением стала поддержка афганских моджахедов в войне с СССР. Наработки Сафари-клуба использовались и при поддержке никарагуанских контрас. Таким образом, географическая сфера деятельности организации была резко расширена.
Клуб Сафари сыграл видную роль при сломе «соцлагеря» в последние полтора десятилетия Холодной войны.